# Halle Dardé (Lodève)
La halle Dardé sont un édifice situé à Lodève, dans le département de l'Hérault, en France.

## Localisation
La halle se trouve place de la halle Dardé, à Lodève.

## Historique
La halle a été construite en 1819 à l'emplacement de l'ancienne église Saint-Pierre.
Après des travaux de réhabilitation terminés en juillet 1997, la halle a été rouverte pour exposer trois œuvres du sculpteur lodévois Paul Dardé :
- une cheminée monumentale réalisée pour l'Exposition internationale des Arts décoratifs et industriels modernes de 1925[2],
- une statue représentant le Christ aux outrages,
- l'Homme de Néandertal sculpté en 1930.

Un autre partie de la halle présente le patrimoine touristique de la ville.

## Protection
L'édifice est inscrit au titre des monuments historiques depuis le 1er avril 1994.